# 15 Dywizja Strzelecka (ZSRR)
15 Dywizja Strzelecka (ros. 15-я стрелковая дивизия) – związek taktyczny piechoty Armii Czerwonej.
Sformowana w czerwcu 1918 w Inzje, w guberni Simbirskskiej (obwód Uljanowsk) jako Inzjenskaja rewolucyjna dywizja, od 18 kwietnia 1919 jako 1 Inzjenskaja Dywizja Piechoty, od 30 kwietnia 1919 jako 15 Inzjenskaja Dywizja Piechoty. 
Wyróżniona w walkach w latach wojny domowej nagrodzona nazwą honorową „Siwaszskaja” (1921), nagrodzona Orderem Czerwonego Sztandaru (1921), Honorowym Rewolucyjnym Czerwonym Sztandarem (1928) i Orderem Lenina (1936). Od września 1939 jako 15 Dywizja Zmotoryzowana. 
W sierpniu 1941 przekształcona w 15 Dywizję Strzelecką, wchodziła kolejno w skład: 9 Armia, 18 Armia, 6 Armia, 12 Armia, 37 Armia, 13 Armia, 70 Armia, 61 Armia i od kwietnia 1944 65 Armia.

## Szlak bojowy
- walki w Mołdawii
- bitwa pod Humaniem
- walki w okręgu Artiomowska
- operacja obronna woronieżsko-woroszyłowgradzka 1942
- operacja ofensywna woronieżsko-kastornienska 1943
- bitwa na łuku kurskim
- operacja czernigowsko-prypecka
- operacja gomielsko-rieczycka
- operacja kalinkowiczsko-możyrska
- operacja białoruska
- operacja mławsko-elbląska
- operacja pomorska
- operacja berlińska

15 Dywizja Strzelecka musiała toczyć ciężkie walki o zdobycie Dobrodzienia. Atak od czoła załamał się. Rosjanie musieli otoczyć miasteczko z trzech stron i dopiero koncentryczny atak drugiego dnia walk powiódł się. Miasto zostało zdobyte 21 stycznia 1945. Było niemal doszczętnie zniszczone.

## Odznaczenia
Za bojowe zasługi nagrodzona honorową nazwą „Szczecińska” (Sztiettinskaja) (czerwiec 1945) oraz Orderem Suworowa drugiego stopnia. Wielu jej żołnierzy nagrodzono orderami i medalami, 11 tytułem Bohatera Związku Radzieckiego. 

## Dowódcy dywizji
Dywizją dowodzili: 
- kombrig Michaił Sołomatin (był w 1939)[1]
- generał major N.N. Biełow (1941), pułkownik, od października 1942
- generał major A.N. Słyszkin (1941–1943)
- pułkownik W.N. Dżandżgawa (1943)
- pułkownik W.I. Bułchakow (1943)
- pułkownik, od czerwca 1944 generał major D.J. Griebiennik (1943–1945)
- pułkownik A. P. Wariuchin (1945).